# Unione per l'Europa
L'Unione per l'Europa (UPE) (in inglese Group Union for Europe, UFE) è stato un gruppo parlamentare al Parlamento europeo costituitosi il 6 luglio 1995 a seguito della confluenza fra due distinti gruppi politici:
- l'Alleanza Democratica Europea, di orientamento nazional-conservatore, il cui principale partito politico era il francese Raggruppamento per la Repubblica;
- Forza Europa, di orientamento cristiano-democratico e liberal-conservatore, il cui principale partito politico era l'italiana Forza Italia.

Il gruppo si scioglie il 20 luglio 1999 e il suo erede sarà il gruppo Unione per l'Europa delle Nazioni.

## Storia del gruppo
Il 6 luglio del 1995 il gruppo Forza Europa, cristiano-democratico e liberal-conservatore, il cui principale partito è Forza Italia, e il Gruppo dell'Alleanza Democratica Europea, nazional-conservatore, il cui principale partito è il francese gollista, danno vita al Gruppo Unione per l'Europa.
Suo capo-gruppo era Jean-Claude Pasty
Dopo poco tempo i tre parlamentari del Centro Cristiano Democratico lasciano l'UPE per aderire al PPE.
Nel 1998 anche Forza Italia lascia l'UPE per entrare nel gruppo PPE.
Dopo le elezioni europee del 1999 il francese RPR aderisce al gruppo PPE; l'irlandese Fianna Fàil, il portoghese CDS-PP e alcuni francesi gollisti, contrari all'adesione al gruppo popolare, insieme all'italiana AN fondano l'Unione per l'Europa delle Nazioni.

## Composizione
| Partito                                       | Nome locale                                 | Abbr.  | Stato      | MPE | Note            |
| --------------------------------------------- | ------------------------------------------- | ------ | ---------- | --- | --------------- |
| Forza Italia                                  | Forza Italia                                | FI     | Italia     | 24  | lascia nel 1998 |
| Centro Cristiano Democratico                  | Centro Cristiano Democratico                | CCD    | Italia     | 3   | lascia nel 1995 |
| Raggruppamento per la Repubblica              | Rassemblement pour la République            | RPR    | Francia    | 14  |                 |
| Soldati del Destino - Il Partito Repubblicano | Fianna Fáil – The Republican Party          | FF     | Irlanda    | 7   |                 |
| Centro Democratico Sociale - Partito Popolare | Centro Democrático Social - Partido Popular | CDS-PP | Portogallo | 3   |                 |
| Primavera Politica                            | Πολιτική Άνοιξη                             | PA     | Grecia     | 2   |                 |

## Presidente
| Presidente | Presidente        | Periodo   | Stato membro | Partito                          |
| ---------- | ----------------- | --------- | ------------ | -------------------------------- |
|            | Jean-Claude Pasty | 1995–1999 | Francia      | Raggruppamento per la Repubblica |